# Princ od Walesa
Princ od Walesa (velški Tywysog Cymru) je naslov tradicionalno dodijeljen prijestolonasljedniku, tj. sinu vladajućeg monarha Ujedinjene Kraljevine Velike Britanije i Sjeverne Irske i 15 drugih neovisnih kraljevina Commonwealtha (tj. bivšeg monarha Ujedinjenog Kraljevstva Velike Britanije i Irske, prije toga Kraljevine Velike Britanije i još prije toga Kraljevine Engleske). Trenutačni princ Walesa jest William, najstariji sin kralja Karla III.

## Uloge i odgovornosti
Princ Walesa trenutačno nema nikakvu službenu javnu ulogu ili odgovornost koju je propisao Parlament ili koju je delegirala Monarhija.

## Prijevod
Izraz "princ od Walesa" je u biti greška u prijevodu. Naime, hrvatske riječi "princ" i "knez" se obje na engleskom kažu "prince". Država Wales je nekoć bila kneževina te je njom vladao "knez od Walesa". Nakon što je Engleska osvojila Wales odlučeno je da će se engleskom prijestolonasljedniku davati titula nekadašnjeg velškog vladara tako da bi se titula "prince of Wales" trebala prevoditi kao "knez od Walesa", a ne "princ od Walesa".

## Povijest
Tijekom najvećeg dijela poslijerimskog perioda, nacija Wales bila je podijeljena na nekoliko manjih država. Prije normanskog osvajanja Engleske, najjači velški vladar u bilo kojem trenutku općenito se nazivao kraljem Brita. U 12. i 13. stoljeću ovaj se naslov razvio u princa Walesa. Na latinskom je novi naslov glasio "princeps Wallie", a na velškom "Tywysog Cymru". Riječ "Tywysog" doslovno se prevodi kao "vođa". (Glagol tywys znači voditi i dijeli zajednički korijen s modernom irskom riječi za premijera, Taoiseachom.)
U skladu s konvencionalnim znanjem, od 1301. godine princ Walesa obično je bio najstariji živući sin kralja ili kraljice Engleske (poslije Velike Britanije od 1707., odnosno Ujedinjene Kraljevine od 1801.). Riječ "živući" je važna. Nakon smrti princa Artura, princa Walesa, Henrik VII. dodijelio je svojemu drugom sinu, budućem Henriku VIII. naslov, iako je to učinio tek onda kada je postalo potpuno jasno da Arturova žena Katarina Aragonska nije trudna. Naslov se ne stječe automatski; ona se sjedinjuje s krunom kada princ stupa na prijestolje ili nestaje nakon njegove smrti omogućujući suverenu da ponovo dodijeli naslov, ako postoji drugi kvalificirani kandidat poput prijestolonasljednika koji nije najstariji živući sin nego najstariji sin umrlog najstarijeg sina (u slučaju Jurja III.).
Principat Wales dodjeljuje se danas zajedno s earlovinom Chesterom. Običaj je započeo 1399. godine, a svi prethodni prinčevi Walesa također su dobivali earlovinu, ali odvojeno od principata. Prije 1272. godine nasljedna i ne nužno kraljevska earlovina Chester bila je zaista stvarana nekoliko puta da bi svaki put bila spojena s krunom. Earlovina je ponovo bila stvorena, no spojila se s krunom 1307. i opet 1327. godine. Otada su njezina stvaranja uvijek bila pridružena sa stvaranjima principata Walesa.

## Heraldičke insignije
Kao prijestolonasljednik nakon vladajućeg suverena, princ Walesa nosi kraljevski grb koji se razlikuje po bijeloj oznaci s trima točkama. Kada predstavlja Wales, on nosi grb principata Walesa okrunjen prijestolonasljednikovom krunom na inescutcheon-en-surtoutu. Ovaj izgled prvi je rabio budući kralj Edvard VIII. 1910. godine, a zatim trenutačni princ Walesa, princ Charles.
Princ ima značku s trima nojevim perima (koja se može vidjeti na reversu prethodnog dizajna za decimalne kovanice dva britanska penija datiranih do 2008.), a potječe od vremena Crnog Princa kada ju je on rabio kao engleski nasljednik prije nego što je postao princ Walesa.
Osim ovih simbola koji se najčešće rabe, princ ima specijalnu zastavu za uporabu u samom Walesu. Štoviše, kao vojvoda Rothesayja ima poseban grb za uporabu u Škotskoj (i odgovarajuću zastavu); kao vojvoda Cornwalla slično za uporabu u vojvodini Cornwallu. Prikazi svih triju mogu se pronaći na popisu britanskih zastava.
Za teorije o porijeklu značke s nojevim perjem i gesla "Ich dien" (njem. "služim"), vidi perje princa Walesa.

## Ostali naslovi i investitura
Principat Wales i earlovina Chester moraju se stvoriti jer se ne stječu automatski poput vojvodine Cornwalla, što je prijestolonasljednikovnaslov u Engleskoj, i vojvodine Rothesayja, earlovine Carricka i visokog stjuardstva Škotske, što su prijestolonasljednikovi naslovi u Škotskoj. Časti nisu nasljedne, ali mogu se ponovo stvoriti ako princ Walesa ne nadživi kralja. Primjerice, kada princ Fridrik, princ Walesa nije nadživio kralja Jurja II., njegov najstariji sin princ Juraj (budući Juraj III.) imenovan je princem Walesa. Prijestolonasljednik je jedino vojvoda Cornwalla ako e suverenov najstariji živući sin; stoga budući Juraj III., unuk Jurja II., nije dobio ovaj naslov. Vidi vojvoda Cornwalla za više detalja.

## Vanjske poveznice
- The Prince of Wales (službeni website) koji uključuje popis i povijest prethodnih prinčeva Walesa Arhivirana inačica izvorne stranice od 22. kolovoza 2011. (Wayback Machine) od Llewelyna ap Gruffydda (alias Llewelyna Posljednjeg).
- Monarchy Wales - leading campaign organisation  Arhivirana inačica izvorne stranice od 11. listopada 2006. (Wayback Machine)
- The Straight Dope: How can I become Prince of Wales?  Arhivirana inačica izvorne stranice od 29. kolovoza 2008. (Wayback Machine)
- Kraljevsko obiteljsko stablo Europe  Arhivirana inačica izvorne stranice od 12. veljače 2021. (Wayback Machine)
- Portret princa Walesa Davida Griffithsa  Arhivirana inačica izvorne stranice od 28. rujna 2007. (Wayback Machine)
- Painting & Patronage  Arhivirana inačica izvorne stranice od 30. rujna 2007. (Wayback Machine)